# Демьянов, Иван Иванович
Иван Иванович Демьянов — советский прозаик, поэт, детский писатель. Член Союза писателей СССР. Участник Великой Отечественной войны.

## Биография

### Детство и молодость
Родился 22 июня 1914 года в деревне Корогодино Орловской губернии, в крестьянской семье. С семи лет познал нелёгкий крестьянский труд. В 1930 году семью раскулачили и выслали в Архангельскую область, где выжили только мать и сын.
Затем Иван бежал в Ленинград, где с 1931 года работал на чугунолитейном заводе.
В 1936—1940 — мастер такелажных работ в Нагаево Магаданской области на берегу Охотского моря.
В 1936 году был привлечён к ответственности по 77-й статье УК РСФСР за хулиганство, но статья была заменена на 58-ю, «политическую». Прошёл сквозь горнило каторжных работ на Беломорских каменных карьерах, в так называемом Бамлаге. В 1940 г. его освободили. После освобождения, в 1941 г. проживал в Волховстрое II, на Земляной улице, где стояли бараки-общежития Волховского алюминиевого завода им. С. М. Кирова.

### Великая Отечественная война
Во время Великой Отечественной войны был в действующей армии шофёром на Дороге жизни, на Волховском, Калининском, Кавказском и Закавказском фронтах. Награждён медалями «За оборону Ленинграда», «За оборону Кавказа», «За боевые заслуги». На войне писал стихи. Победа застала его в Беслане, на Кавказе. До демобилизации служил в комендатуре Москвы, возил заместителя коменданта города по политчасти.

### Послевоенные годы
Иван Демьянов посещал литературные курсы. Принимал участие в восстановлении города Пушкина, работал на строительно-монтажном участке № 2 шофёром грузовой машины. Сначала жил в землянке, после переехал в левый полуциркуль Екатерининского дворца. В Пушкине стал публиковать фронтовые стихи в газете «Большевистское слово». Женился, появилась дочь, внуки. Семья проживала в одном из домов на Пушкинской улице. В 1970-х годах Демьянов получил квартиру в Ленинграде, на Звёздной улице, но постоянно приезжал в Пушкин, считая его своей второй родиной.
Умер в 1991 году, похоронен на Казанском кладбище (г. Пушкин).

## Творчество
Печататься начал в 1947 году. Член СП СССР. Автор около тридцати стихотворных книжек для детей. Помимо стихов в его книжках размещались сказки, дразнилки, считалки, скороговорки, загадки и шутки.
В 1980 году была издана книга «Солдатская подушка» — повести и рассказы на военную тему. В 1984-м вышла книга «Синий ветер» — сборник стихов.
На тексты Демьянова писали песни Д. Шостакович, Д. Прицкер и др.

## Цитата
Иван Демьянов был человеком разносторонним — лириком и прозаиком, историком и краеведом, художником и даже композитором — но, пожалуй, ярче всего его поэтическая душа проявила себя в стихах для самых маленьких.
— Михаил Яснов